# Chordodes capensis
Chordodes capensis är en tagelmaskart som beskrevs av Lorenzo Camerano 1895. Chordodes capensis ingår i släktet Chordodes och familjen Chordodidae. Inga underarter finns listade i Catalogue of Life.